# Österreichischer Hip-Hop

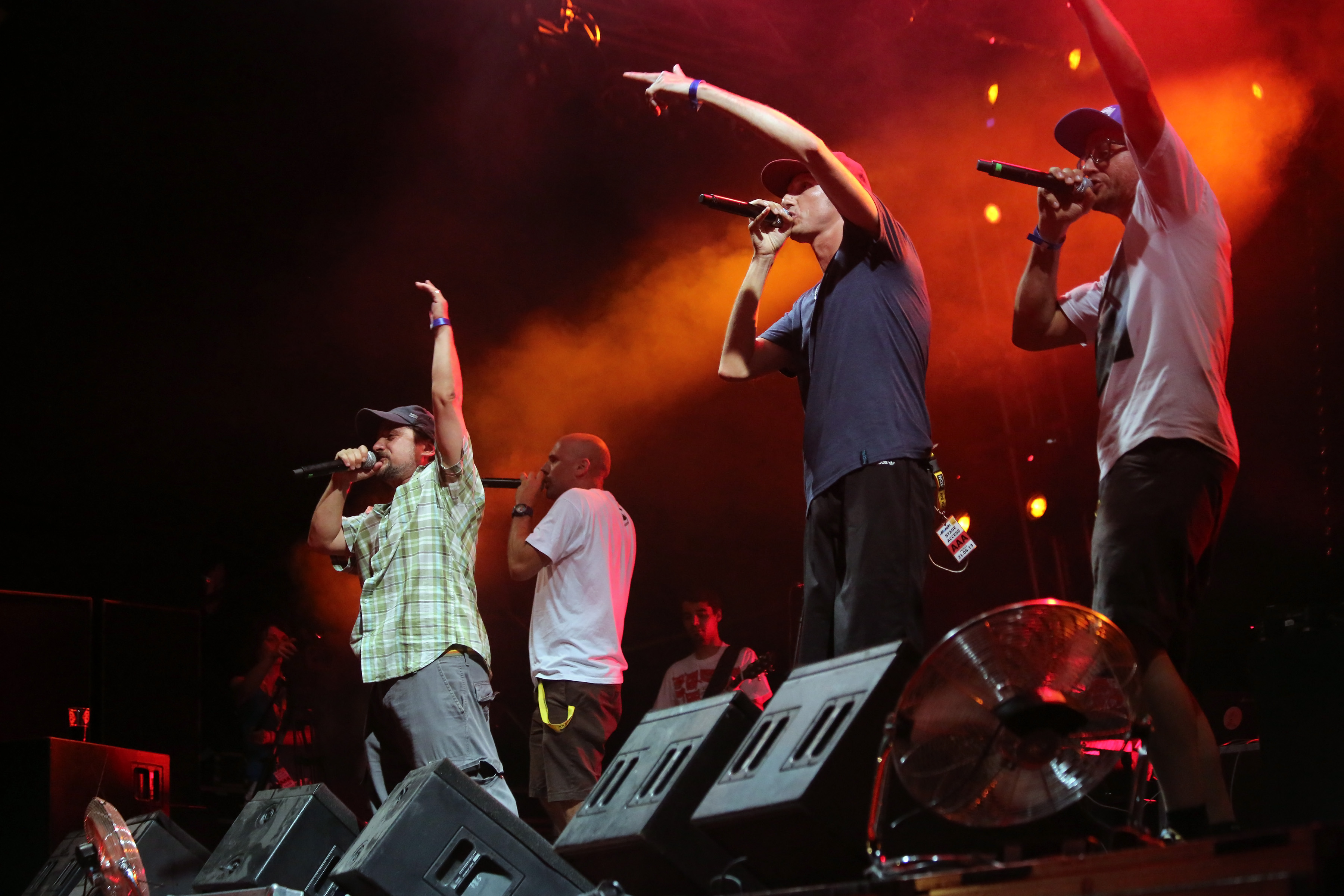
Texta (Donauinselfest 2013)

Österreichischer Hip-Hop ist die Bezeichnung für Hip-Hop-Musik aus Österreich. Anders als in der deutschen Hip-Hop-Szene ist ein Großteil der österreichischen Hip-Hop-Musiker nicht im Mainstream, sondern im Bereich der Untergrund-Musik – im Umfeld von FM4 und gotv – tätig.

## Geschichte

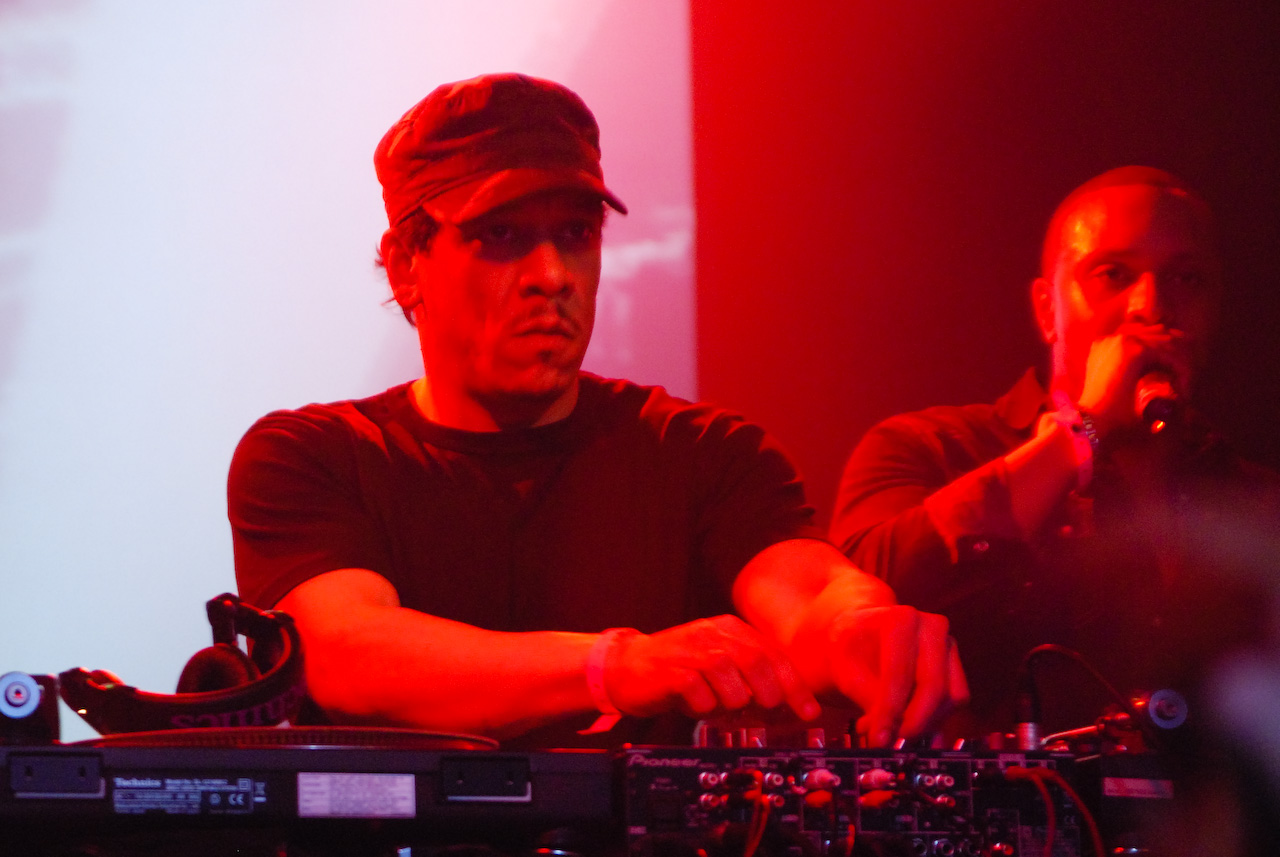
Rodney Hunter, ehemaliges Mitglied von The Moreaus (2008)

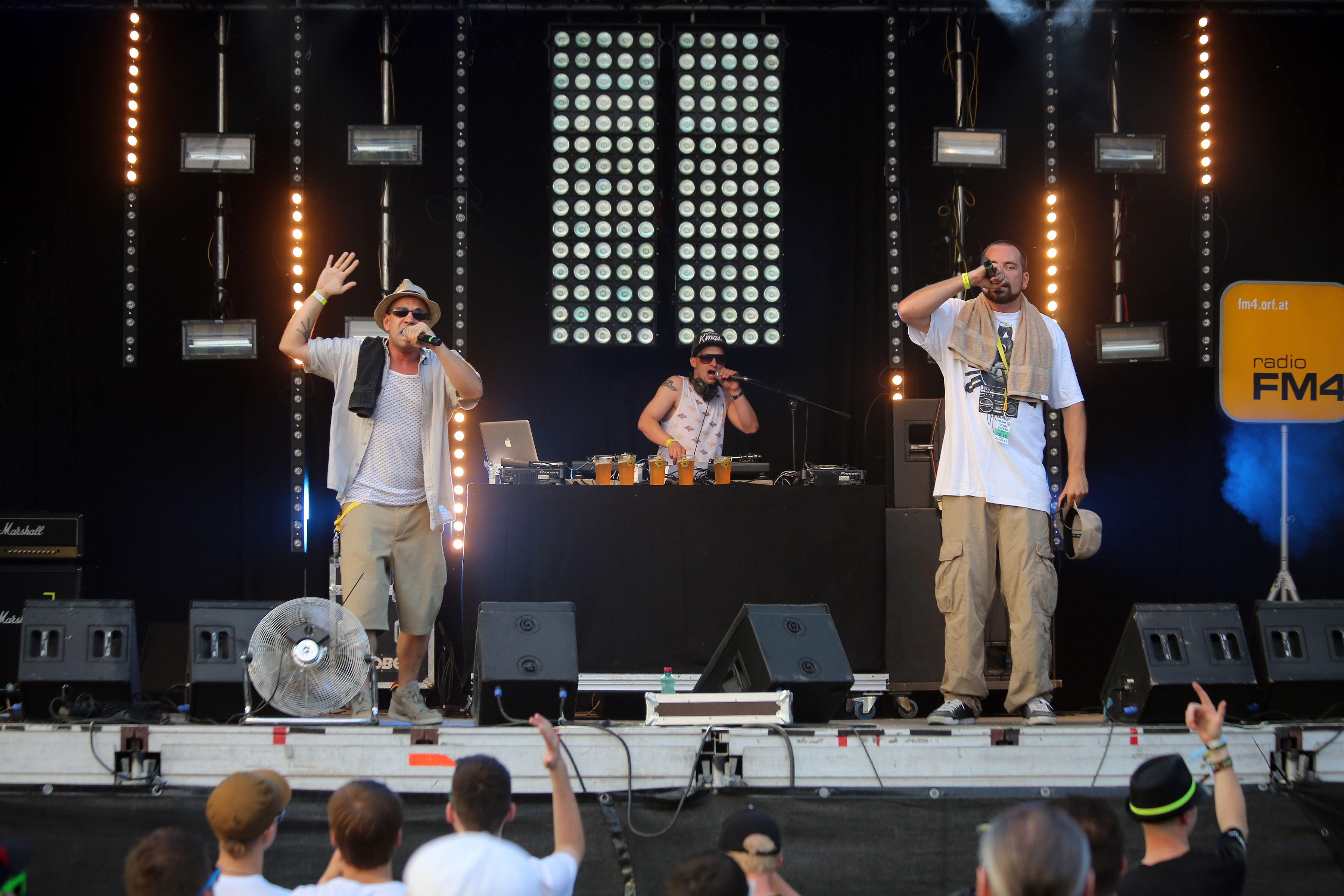
A.geh Wirklich?, Fuchs MC und DJ King (Donauinselfest 2013)

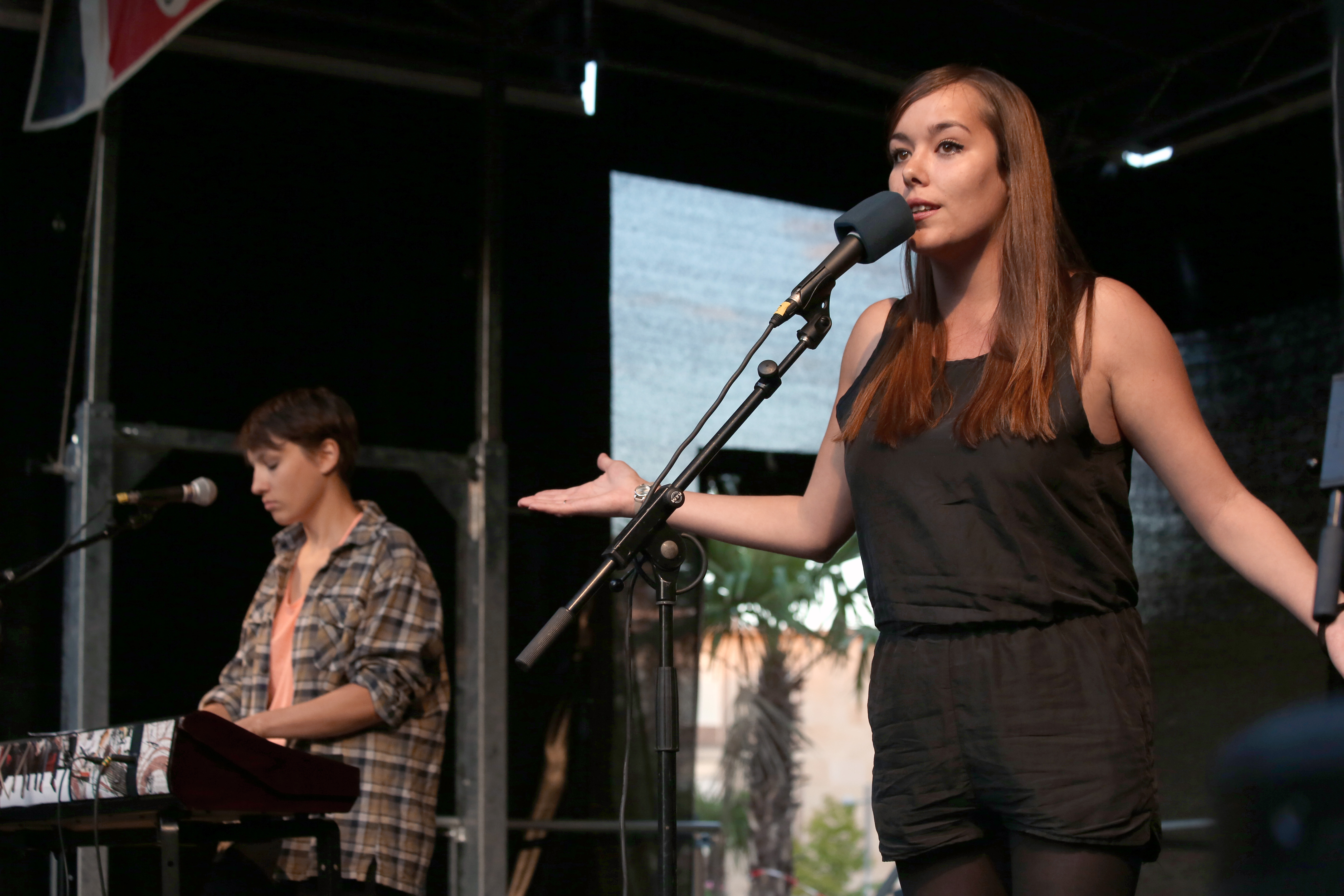
Yasmo ft. Giga Ritsch (2014)

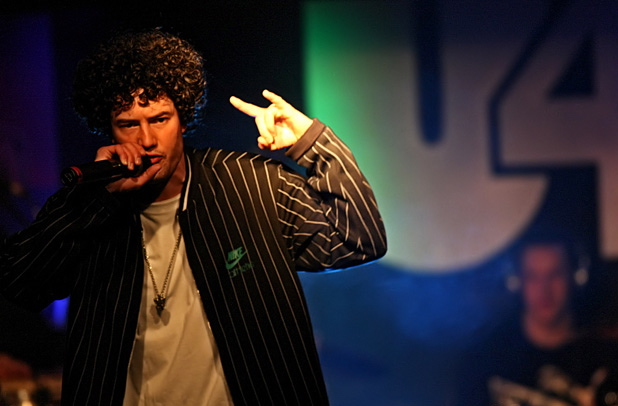
MAdoppelT (U4 2008)

Ähnlich wie beim deutschen, schweizerischen und englischen Hip-Hop begann der österreichische Hip-Hop Anfang der 1990er-Jahre. Das erste „offizielle“ Hip-Hop-Album, Swound Vibes von The Moreaus, erschien 1990. Prägende Interpreten für diese Zeit waren allerdings die Gruppen Schönheitsfehler, Fünfhaus Posse und Texta. Eine tragende Rolle wird bis heute dem Jugend-Radiosender FM4 mit der Sendung Tribe Vibes zugeteilt, der nach der Programmreform des heutigen Formatprogramms Ö3 gegründet wurde. Auch der österreichische Popmusiker Falco wurde mit seiner Art des Raps als einer der Pioniere des österreichischen Hip-Hops gesehen, obwohl er diese Rolle mehrmals abstritt.
Im Jahr 2000 schaffte die Gruppe Schönheitsfehler einen ersten kommerziellen Erfolg, nach Dauer-Airplay auf dem Radiosender FM4. Mit SexDrugsAndHipHop sowie der Single Fuck You schaffte die Crew einen überregionalen Erfolg. Zur selben Zeit bildete sich die Rooftop Clique, ein Zusammenschluss aus acht österreichischen Underground-Hip-Hop-Crews (HRC, PerVers, Sheyla J, A.geh Wirklich?, Gerard MC, Bonz und Seizu).
Mitte der 2000er-Jahre konnte sich das von der Gruppe Texta gegründete Label Tonträger Records in der alternativen Musikszene Österreichs etablieren. Unter den bekannten Interpreten sind zum Beispiel Markante Handlungen. Das Linzer Produzentenduo Beatlefield (bestehend aus Chakuza und DJ Stickle) konnte später auch in Deutschland Fuß fassen, als es Bushido Album Staatsfeind Nr. 1 produzierte und bei dessen Label ersguterjunge einen Vertrag unterzeichnete. Chakuza ist seitdem auch als Solokünstler erfolgreich. Ende 2007 wurde MC J alias Big J zum CEO der Black Wall Street Europe, dem Label vom amerikanischen Rapper The Game, ernannt.
2007 sorgte die aus Wien-Ottakring stammende Gruppe Sua Kaan für mediales Aufsehen, nachdem sie ein Video mit einem vermeintlich gewaltverherrlichendem Lied veröffentlichte. Knapp drei Jahre später veröffentlichte sie ihr erstes Album und erreichte die Ö3 Austria Top 40. Anfang 2008 veröffentlichte die Gruppe Die Vamummtn die Vamummtn Krocha Hymne, eine Persiflage auf die in Wien entstandene Jugendkultur der Krocha. Der Song konnte sich, als erster einer österreichischen Hip-Hop-Crew seit Langem, in den österreichischen Charts platzieren.
Zu den bekannteren Frauen im österreichischen Hip-Hop zählen Mieze Medusa, die 2007 mit Nicht meine Revolution (Mieze Medusa & tenderboy feat. Violetta Parisini) den Protestsongcontest gewann, Yasmo und die Gruppe MTS (anfangs Multitaskingsistas).
Skero, Mitglied von Texta, veröffentlichte 2010 gemeinsam mit der DJ Joyce Muniz Kabinenparty, eine Adaption des Tracks Popozuada Rock n' Roll von Edu K., das Platz 4 der österreichischen Singlecharts erreichte. 2010 waren die Trackshittaz mit Oida taunz! die erste österreichische Hip-Hop-Gruppe, die es auf Platz 1 der Charts schaffte. Die Bekanntheit der Gruppe wurde zuerst durch das Internetportal YouTube und dann durch die Sendung Helden von morgen gefördert, an der Mitglied Lukas Plöchl teilnahm.
Ebenfalls vergleichsweise große Erfolge feierten die Rapper RAF Camora (Anfang der 2010er Jahre auch RAF 3.0) und Nazar, die Top-10-Platzierungen in den deutschen und österreichischen Verkaufscharts erreichten. Letzterer konnte mit Camouflage im September 2014 direkt auf Platz 1 der Albumcharts charten.
Im Jahr 2017 schaffte es der mittlerweile seit zehn Jahren in Berlin lebende Wiener RAF Camora als erster österreichischer Rapper eine Platin-Schallplatte in Deutschland mit einem Album (Palmen aus Plastik mit Bonez MC) für über 200.000 verkaufte Einheiten zu erreichen und ist somit bis dato der erfolgreichste Rapper Österreichs.
Am 1. August 2019 wurde mit Hood Music der erste terrestrische HipHop-Radiosender Österreichs gegründet.

## Stile

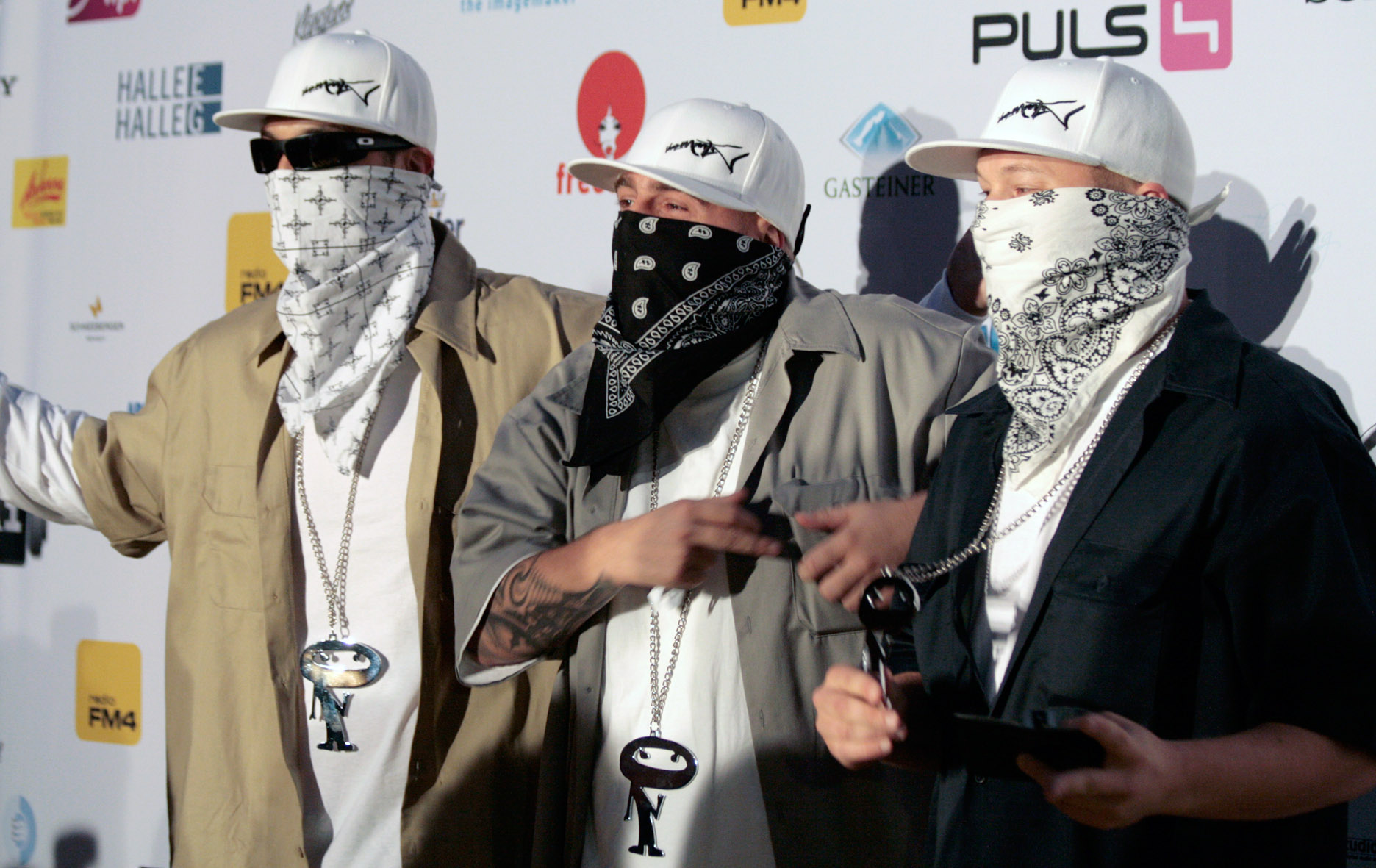
Die Vamummtn gehören zu den bekanntesten Vertretern der Slangsta

Prägend für den österreichischen Hip-Hop ist wie bei anderen Hip-Hop-Szenen der Dialekt. Besonders im alternativen Bereich konnten sich zum Beispiel A.geh Wirklich? oder die Gruppe Markante Handlungen einen Namen mit Texten im österreichischen Dialekt machen. Auch das erste Album Aufpudeln der Fünfhaus Posse war in Wiener Mundart gehalten.
Da der Dialekt aber allgemein ironisch verwendet wird, rappen österreichische Musiker, die dem Gangsta-Rap zuzuordnen sind wie etwa Nazar, meist auf Hochdeutsch.
Einige Mitglieder der österreichischen Slang-Rap-Szene bezeichnen sich auch als Slangsta (Kofferwort aus den Begriffen Slang und Gangsta). Diese Bewegung der österreichischen Rap/Hip-Hop-Szene rappt ausschließlich in österreichischer Mundart. Der Hauptteil dieser Szene schart sich um das Anfang 2006 in Salzburg gegründete Label Twomorrow, welches vor allem Linzer und Salzburger Slangsta (u. a. MOZ) unter Vertrag hat.